# Libotrechus
Libotrechus is een geslacht van kevers uit de familie van de loopkevers (Carabidae). De wetenschappelijke naam van het geslacht is voor het eerst geldig gepubliceerd in 1998 door Ueno.

## Soorten
Het geslacht Libotrechus is monotypisch en omvat slechts de volgende soort:
- Libotrechus nishikawai Ueno, 1998